# Borriquito
"Borriquito" (in enkele versies uitgebracht als "Borriquito...") is een nummer van de Spaanse rumba-artiest Peret uit 1971.

## Achtergrond
In het lied zingt Peret over een ezeltje. Peret had binnen Spanje al enkele hits op zijn naam, maar daarbuiten nog niet. De vrolijke muziek zorgt ervoor dat het nummer een internationale zomerhit wordt. De single bereikte de eerste plaats in Nederland, Vlaanderen en West-Duitsland. In Nederland stond de plaat zeven weken op de eerste plaats. Peret was de eerste Spaanse artiest die een nummer 1-hit scoorde in de Top 40. Pogingen om het internationale succes hierna te herhalen zijn niet gelukt. 
Het nummer is meermalen gecoverd, door onder meer Raffaella Carrà en Horst Jankowski.. De Vlaamse zanger Eric Flanders nam in 2016 een Nederlandstalige versie op. Een jaar later hertaalde Jan Rot het nummer en nam net onder de titel "Dommerikkie" op.

## Hitnoteringen

### Nederlandse Top 40
| Hitnotering: 31-07-1971 t/m 23-10-1971 | Hitnotering: 31-07-1971 t/m 23-10-1971 | Hitnotering: 31-07-1971 t/m 23-10-1971 | Hitnotering: 31-07-1971 t/m 23-10-1971 | Hitnotering: 31-07-1971 t/m 23-10-1971 | Hitnotering: 31-07-1971 t/m 23-10-1971 | Hitnotering: 31-07-1971 t/m 23-10-1971 | Hitnotering: 31-07-1971 t/m 23-10-1971 | Hitnotering: 31-07-1971 t/m 23-10-1971 | Hitnotering: 31-07-1971 t/m 23-10-1971 | Hitnotering: 31-07-1971 t/m 23-10-1971 | Hitnotering: 31-07-1971 t/m 23-10-1971 | Hitnotering: 31-07-1971 t/m 23-10-1971 | Hitnotering: 31-07-1971 t/m 23-10-1971 | Hitnotering: 31-07-1971 t/m 23-10-1971 |
| Week                                   | 1                                      | 2                                      | 3                                      | 4                                      | 5                                      | 6                                      | 7                                      | 8                                      | 9                                      | 10                                     | 11                                     | 12                                     | 13                                     |                                        |
| -------------------------------------- | -------------------------------------- | -------------------------------------- | -------------------------------------- | -------------------------------------- | -------------------------------------- | -------------------------------------- | -------------------------------------- | -------------------------------------- | -------------------------------------- | -------------------------------------- | -------------------------------------- | -------------------------------------- | -------------------------------------- | -------------------------------------- |
| Nummer                                 | 17                                     | 2                                      | 1                                      | 1                                      | 1                                      | 1                                      | 1                                      | 1                                      | 1                                      | 4                                      | 8                                      | 14                                     | 26                                     | uit                                    |

### Daverende Dertig
| Hitnotering: 31-07-1971 t/m 23-10-1971 | Hitnotering: 31-07-1971 t/m 23-10-1971 | Hitnotering: 31-07-1971 t/m 23-10-1971 | Hitnotering: 31-07-1971 t/m 23-10-1971 | Hitnotering: 31-07-1971 t/m 23-10-1971 | Hitnotering: 31-07-1971 t/m 23-10-1971 | Hitnotering: 31-07-1971 t/m 23-10-1971 | Hitnotering: 31-07-1971 t/m 23-10-1971 | Hitnotering: 31-07-1971 t/m 23-10-1971 | Hitnotering: 31-07-1971 t/m 23-10-1971 | Hitnotering: 31-07-1971 t/m 23-10-1971 | Hitnotering: 31-07-1971 t/m 23-10-1971 | Hitnotering: 31-07-1971 t/m 23-10-1971 | Hitnotering: 31-07-1971 t/m 23-10-1971 | Hitnotering: 31-07-1971 t/m 23-10-1971 |
| Week                                   | 1                                      | 2                                      | 3                                      | 4                                      | 5                                      | 6                                      | 7                                      | 8                                      | 9                                      | 10                                     | 11                                     | 12                                     | 13                                     |                                        |
| -------------------------------------- | -------------------------------------- | -------------------------------------- | -------------------------------------- | -------------------------------------- | -------------------------------------- | -------------------------------------- | -------------------------------------- | -------------------------------------- | -------------------------------------- | -------------------------------------- | -------------------------------------- | -------------------------------------- | -------------------------------------- | -------------------------------------- |
| Nummer                                 | 19                                     | 8                                      | 1                                      | 1                                      | 1                                      | 1                                      | 1                                      | 1                                      | 1                                      | 1                                      | 7                                      | 10                                     | 22                                     | uit                                    |

### NPO Radio 2 Top 2000
| Nummer met noteringen in de NPO Radio 2 Top 2000 | '99  | '00  |
| ------------------------------------------------ | ---- | ---- |
| Borriquito                                       | 1722 | 1922 |

1. ↑  Een vetgedrukt getal geeft de hoogste notering aan.
2. ↑  Deze tabel is bijgewerkt tot en met de laatste editie (2024).